# 록히드 AC-130
록히드 AC-130는 중무장 지상 공격기 건십으로 미국 공군만이 운용하고 있으며, 록히드 C-130 허큘리스 수송기를 개조하여 개발하였다. 기본 기체는 록히드 마틴이 개발하였고, 건십으로 개조는 보잉이 수행하였다. AC-130A 건십 II는 베트남전에서 AC-47 건십 I을 대체했다.
록히드 AC-130 건십의 유일한 사용자인 미국 공군은 AC-130H 스펙터와 AC-130U 스푸키 이 두종류의 파생형을 사용하고 있다.
미국 공군이 AC-130 건십을 사용하는 목적은 근접 항공 지원(close air support), 항공 저지(air interdiction) 그리고 부대 보호(force protection) 등 크게 3가지로 나뉜다. 근접 항공 지원은 호송대를 보호하고, 지상군을 지원하는 역할이다. 항공 저지 임무는 계획된 표적이나 적 목표물을 저지하는 역할이다. 집단 보호 임무는 항공 기지나 다른 시설물 및 장비를 보호하는 역할을 수행하는 것이다. an-12#파생형

## 개발배경 및 특징
베트남 전쟁 기간 동안 근접 항공 지원과 항공 저지 능력을 확보하기 위해 수송기를 개조하여 소화기와 대량의 탄약을 탑재한 채 선회 비행을 하면서 공격하는 기체, 즉 건십(Gunship)을 탄생시켰다.
이에 따라 AC-47D, AC-130A/E , AC-119G 등이 공중포대가 되어 효율적인 지상공격임무를 수행했고 이후에도 AC-130E를 현대화하여 AC-130H를 유지해왔다.
한편, 미 공군은 정밀타격을 추구하는 전장 요구에 발맞추어 C-130H를 베이스로 한 AC-130U를 발주했으며, 1994년 11월부터는 제4 특수전 비행대대에 실전배치하기 시작했다. AC-130U의 무장은 모두 동체 좌측에 장비한다. 무장의 구성은 맨 앞부터 순서대로 6포신의 25mm GAU-12/U 개틀링 기관포 1문, 40mm 보포스 기관포 1문, 105mm 유탄곡사포 1문이다. 화력제어시스템으로는 APG-70을 개조한 APG-180 레이다, AAQ-17FEIR, ALLTV 등이 있고, 조종석에는 목시조준용 HUD를 장비하고 있어 복수 목표물도 공격이 가능하다.
AC-130U는 기체를 보호하기 위해 세라믹제 장갑판을 갖고 있다. 또한 주익 파일런에 IR방해책 장비를 내장하고, 동체 아래에는 ALE-40 채프/플레어 발사기를 장착하고 있다. 이외에도 ALQ-172 재머, ALR-56M, AAR-44 IR 경보장치, QRC-84-02 IRCM, APR-46 회피시스템 등을 다양하게 탑재하고 있으며 INS, GPS 등 항법시스템도 완비되어 있다. 이들 전자장비는 MIL-STD-1553B 데이터 버스로 상호 연계되어 있다.

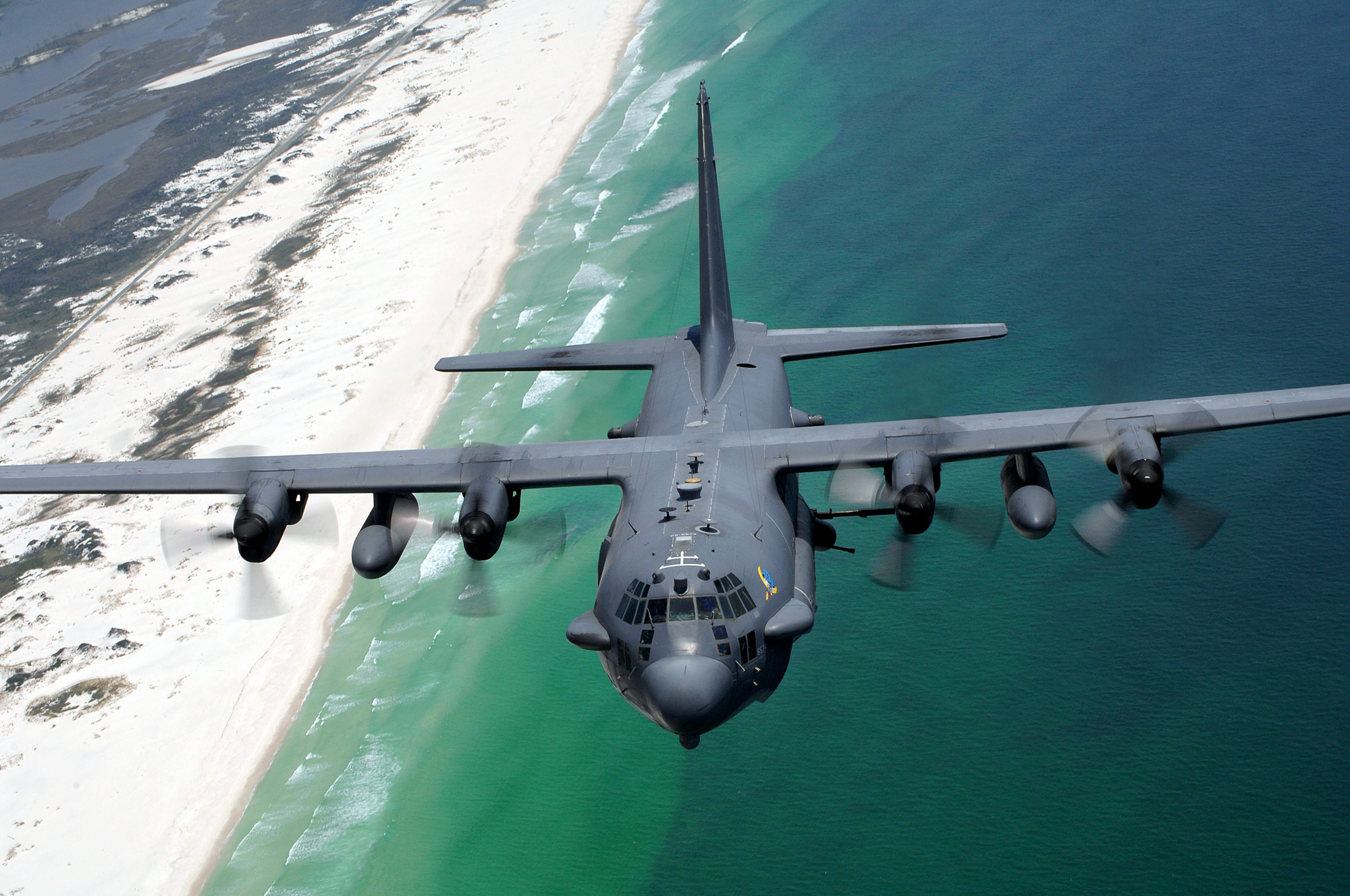
AC-130H 스펙터

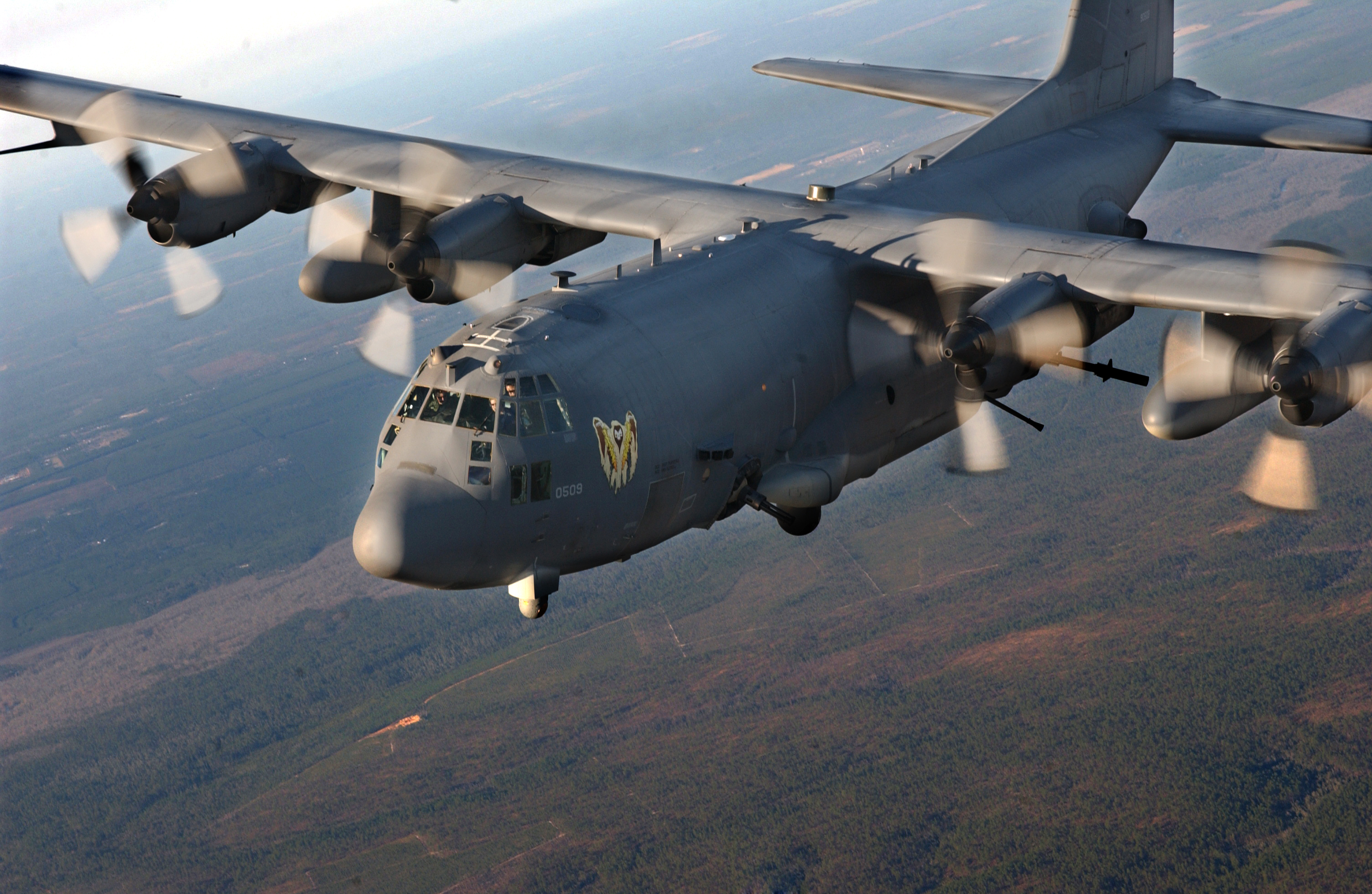
AC-130U 스푸키

## 운용 현황
AC-130 시리즈는 초기형을 포함하여 모두 43대가 제작되었다. 베트남 전쟁에서는 호치민 루트에서 북베트남군의 차량수송행렬에 대한 공격을 성공적으로 수행하여 무려 1만여대의 트럭을 파괴하는 전과를 올리기도 했다.
현재 운용되고 있는 AC-130H/AC-130U는 모두 25대(AC-130H형 8대, AC-130U형 17대)인데 미국 공군 특수전 사령부 소속으로 근접 항공 지원 및 부대보호 임무를 수행하고 있다. 특히 지상의 특수부대를 위한 정밀 화력지원 임무를 수행하고 있으며, 최근에는 대테러전쟁에서 아프가니스탄과 이라크에 집중적으로 투입되면서 지상 목표를 상대로 정밀한 공격능력을 보여주었다.
하지만 이라크 전쟁때 미 해병대의 퇴각 지원을 하다가 이라크의 지대공미사일에 맞아 격추되어 승무원이 전부 사망하였다.

## 변형 및 파생기종
- AC-130A
- AC-130E
- AC-130H 스펙터
- AC-130U 스푸키

## 같이 보기
- C-130 허큘리스
- 알레니아 AC-27J
- AC-47 스푸키
- 페어차일드 AC-119